# Puerto Ordaz

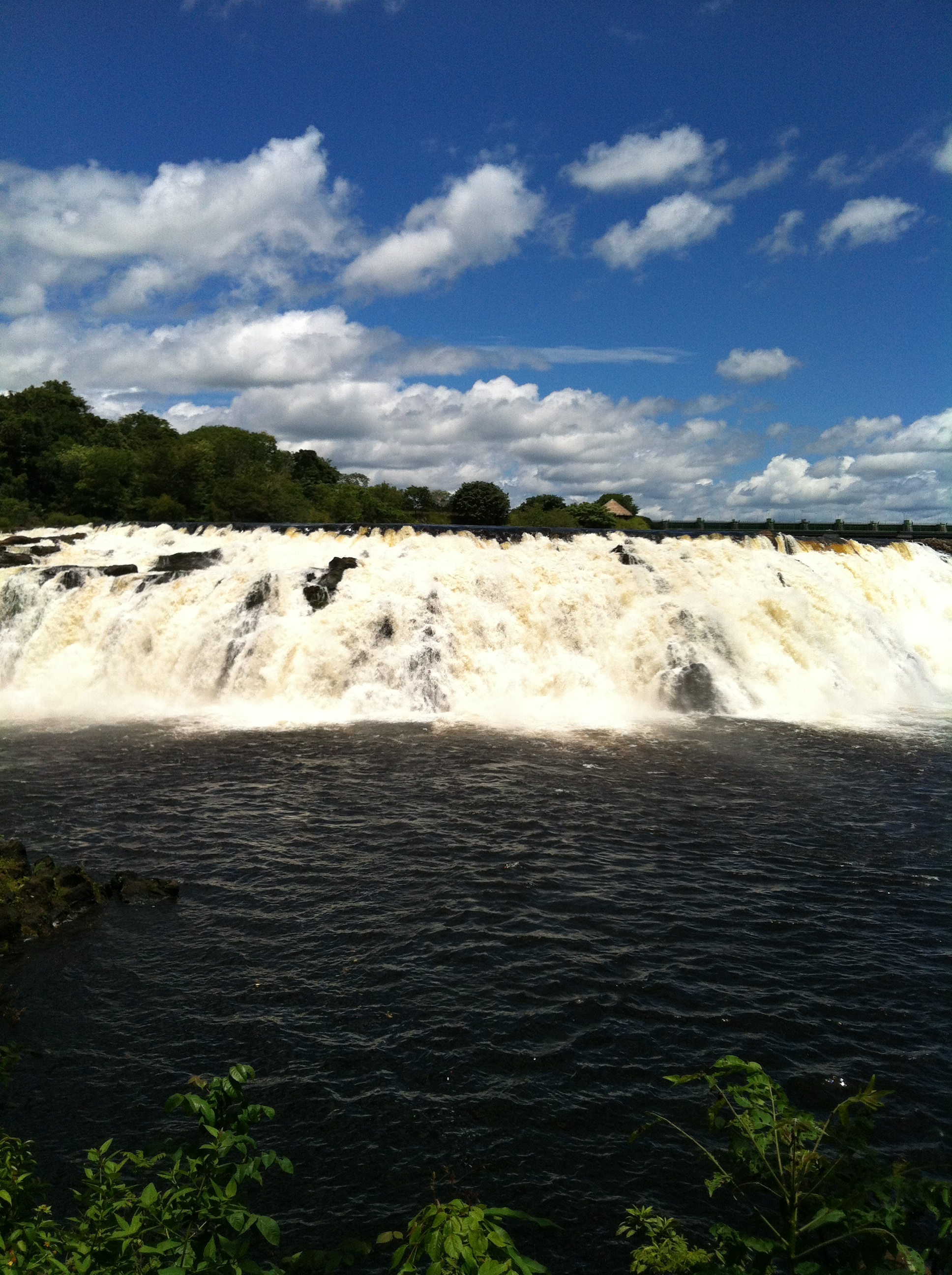
La Llovizna

Puerto Ordaz es un sector de la Ciudad Guayana en el municipio Caroní del estado Bolívar, ubicada al sureste de Venezuela. Su población estimada en 2021 era de 706 736 habitantes. 
Fundada simultáneamente con Ciudad Piar, su ciudad gemela, en 1952 como puerto de exportación minera a orillas del río Caroní, en el punto donde este desemboca en el Orinoco.
Puerto Ordaz es sede de empresas mineras, siderúrgicas e hidroeléctricas. Su aeropuerto sirve de enlace entre los pequeños aeropuertos en las zonas selváticas del estado Bolívar y el resto del país. Junto con los sectores de Matanzas (zona industrial y residencial), Unare, Toro muerto, Mini finca, Vista al Sol,  Alta Vista y la localidad de San Félix, forman una aglomeración urbana que desde el 2 de julio de 1961 recibe oficialmente el nombre de Ciudad Guayana.

## Historia

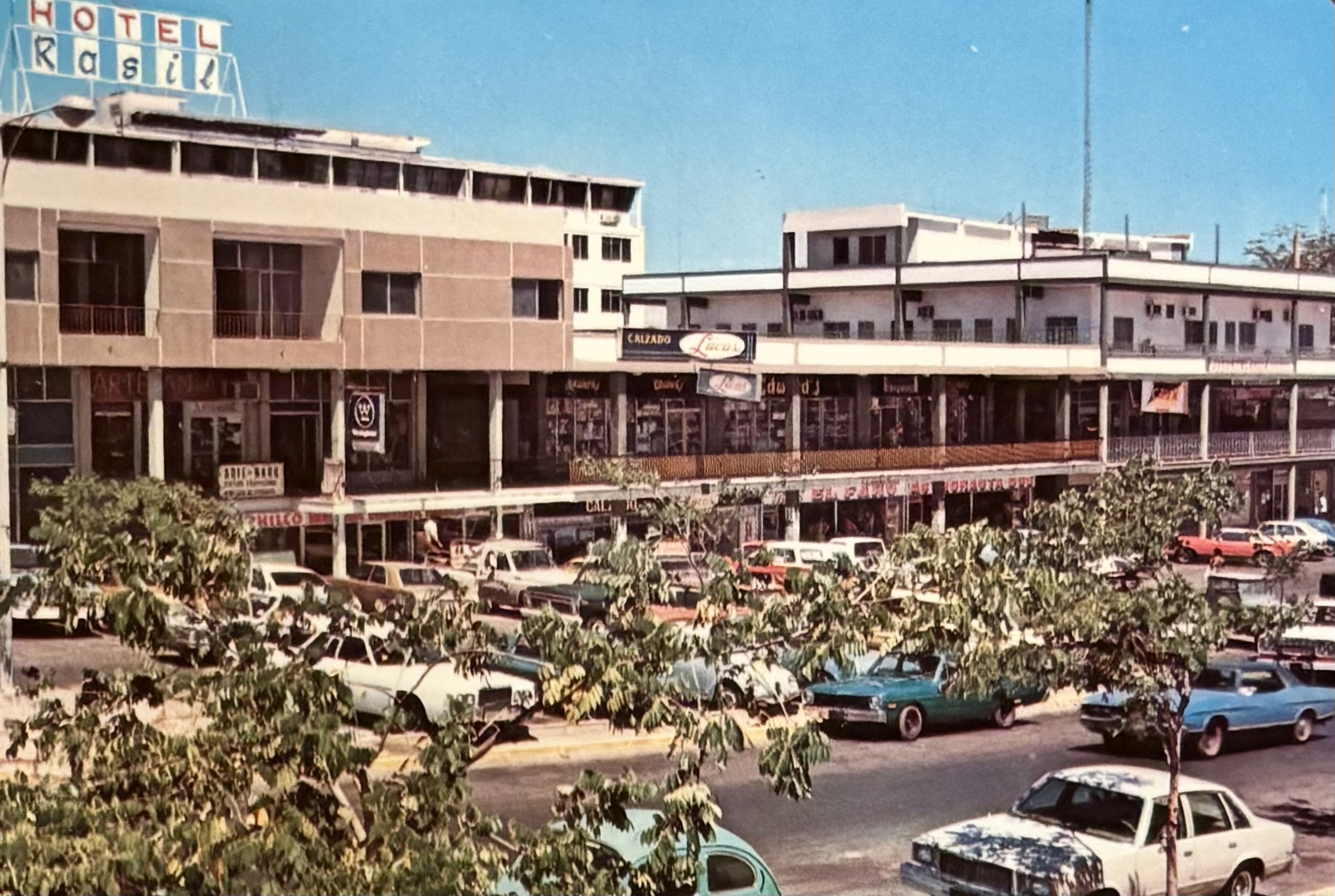
La ciudad a comienzos de la década de 1980.

El origen de la provincia de Guayana se remonta a 1585, cuando la expedición de Antonio Berrío, anexó este territorio a la isla de Trinidad, dependiente en lo político y en lo económico de la provincia de Santa Fe. En 1729, por medio de una real cédula Guayana pasó a depender de la provincia de Nueva Andalucía y en 1762 se decidió que nuevamente sería parte de Santa Fe, que para ese momento se había convertido en virreinato. Finalmente para 1766 pasa a formar parte de la Capitanía General de Caracas.
Sin embargo, el nombre de 'Guayana' se originó en 1532, cuando Diego de Ordaz entró por el Orinoco llegando a los raudales del Atures, y luego a la sierra de Imataca. Ordaz llamó a esta región provincia de Carao, aunque a su regreso, al comentar su viaje, hizo referencia a este lugar como Guayana, siendo esta la primera vez que se utilizó este nombre para identificar esta región.
Puerto Ordaz, capital del Municipio Caroní, en el estado Bolívar, fue fundada en 1961. Esta ciudad se extiende a lo largo de la ribera sur del Orinoco justo en el punto donde se unen los ríos Orinoco y Caroní. Puerto Ordaz representa uno de los desarrollos urbanos más modernos del país con una planificación de crecimiento urbano diseñada bajo los esquemas de una gran ciudad. En ella se encuentran las sedes de las industrias básicas de Guayana, razón por la cual representa el centro económico de la región.
Su nacimiento como ciudad se remonta al año de 1947, cuando fueron descubiertos los yacimientos de hierro del Cerro Bolívar. La Orinoco Minning Company adquirió estas tierras para construir sus instalaciones, las cuales también incluían un puerto sobre el Orinoco, el cual, gracias al dragado, permite el ingreso de barcos de gran calado para la exportación del mineral.
El 9 de febrero de 1952 es el día oficial de la fundación de Puerto Ordaz, en honor a Diego de Ordaz, conquistador del río Orinoco y de Guayana. Pero finalmente fue el 2 de julio, cuando el Ejecutivo Nacional, decreta la creación de Santo Tomé de Guayana, conformada por Puerto Ordaz, San Félix y Matanzas.
Ese mismo año se construye el puente sobre el Caroní que permitió la unión entre Puerto Ordaz y San Félix, siendo el 2 de diciembre de 1979, cuando la Asamblea Legislativa del estado Bolívar, le cambia el nombre por el de Ciudad Guayana.
En esta ciudad, que podemos catalogar como modelo urbano y centro industrial por excelencia, tienen sus sedes Sidor, Alcasa, Bauxilum, Venalum, Ferrominera, Ferrocasa, Tecmin, Telecom, Carbonorca y Edelca, esta última es la encargada de la producción de más del 80% de la energía eléctrica que se consume en Venezuela, y exporta su energía a algunos países de América.

## Etimología
El nombre de la localidad rinde homenaje al explorador español Diego de Ordás, quien fue el primer europeo en explorar y cartografiar el río Orinoco en 1530, durante su frenética búsqueda de la fabulosa ciudad de El Dorado.

## Actividad económica
Puerto Ordaz es sede de empresas básicas que forman la Corporación Venezolana de Guayana (CVG) como Alcasa, Venalum, Bauxilum, Carbonorca (productoras de aluminio primario, alúmina y ánodos para la industria del aluminio, respectivamente), Ferrominera Orinoco (extracción, procesamiento y comercialización de hierro), Siderúrgica del Orinoco Alfredo Maneiro (Sidor), es nacionalizada por el gobierno venezolano en abril de 2008. Sidor se ha visto afectada por la baja producción del rubro, para 2007 la planta producía 4,3 millones de toneladas mientras que para el 2017, solo elabora 260 000 toneladas métricas de acero.
También tiene sede en este sector de la localidad la principal productora de hidroelectricidad de Venezuela Edelca (hoy Corpoelec).

## Puerto
El puerto principal es operado por la empresa Sidor y se utiliza para la exportación de acero. La mayor parte del tráfico fluvial sobre el río Orinoco tiene como destino este puerto. Hay otros trece puertos existentes en la localidad.

## Transporte
Sistema de transporte: Toda Ciudad Guayana, de la que es parte Puerto Ordaz, esta cubierta a lo largo y ancho por un sistema de autobuses, microbuses y carritos públicos, sin embargo el sistema no cubre las necesidades, y menos el horario. 
Por estas razones han nacido un conjunto de sistemas alternos: Carritos, vans o suv, microbuses y autobuses que se catalogan como directos que van desde los puntos neurálgicos de la localidad, desde San Félix hasta la UD-338, que son los extremos, y viceversa, pasando por toda la localidad.
Con todos estos tipos de transportes, aún la localidad se ve saturada en las horas pico, y de allí nacen otro tipo de transporte, que no son más que pick-ups con cabinas metálicas en su mayoría y asientos rudimentarios para las personas, siendo este medio muy utilizado por las personas de bajos recursos, ya que inician su recorrido desde los puntos de confluencia de rutas urbanas de transporte de San Félix, Unare y Matanzas hacia Alta Vista y viceversa.[cita requerida]
Puerto Ordaz está cruzada de norte a sur y de este a oeste de numerosas buenas avenidas. Algunas de ellas son:
Avenida Guayana: es la principal arteria vial de la localidad, pues la cruza de principio a fin, comienza desde el Peaje de la autopista Ciudad Bolívar-Ciudad Guayana, y atraviesa toda Ciudad Guayana, atravesando Matanzas, Unare, Alta Vista, Puerto Ordaz y cruza el río Caroní por el puente Brion y Caroni, para arribar a San Félix hasta llegar en su final en el cruce de la avenida Manuel Piar cruzando en su recorrido zona industrial, aeropuerto, zona comercial, zona residencial, incluso la zona turística pues pasa por el Parque Cachamay. 
Avenida Atlántico: recorre Puerto Ordaz en sentido oeste-este por el borde sur de la localidad. Inicia en el cruce de la avenida Leopoldo Sucre Figarella con avenida Bolivia y Paseo Caroní, donde se encuentran establecidos la Universidad Católica Andrés Bello (UCAB) - Colegio Loyola Gumilla, Resid. Loefling, Resid. Los Mangos y Sector Resid. Los Altos, finalizando por los momentos por la zona sur de la UD-338, cubriendo Alta Vista Sur, Unare y Matanzas Sur.
Avenida Las Américas: Esta avenida nace en el cruce con la avenida Expresa 1 en Alta Vista detrás de Makro Comercializadora Y Orinokia Mall, cruzando por el lado norte de Alta Vista, Puerto Ordaz, Lado Sur del casco histórico de la localidad y terminando en la avenida Castillito, con una breve ampliación de poco tránsito hacia el margen del río Caroní en el sector Puerto Libre.
Paseo Caroní: Se inicia en la avenida Norte Sur en el sector oeste de la localidad y termina en el cruce de la avenida Atlántico con la avenida Bolivia y la avenida Leopoldo Sucre Figarella, atravesando parte de la Matanzas, Unare y dividiendo Alta Vista en los sectores Sur y Norte.
Avenida Castillito: Esta recorre el sector Puerto Ordaz desde su inicio en la avenida de los Trabajadores (antigua avenida Angosturita) Pasando por Resid. La Floresta, Campo B, CVG Ferrominera, Resid. María Luisa, Hospital Americo Babo, Mercado Pto. Ordaz, Puerto Libre, Cruza con la Av. Las Américas, Urb. Orinoco, Sector Castillito Un Barrio Pobre, Sector La Curva y finaliza en la Av. Guayana, teniendo en sus finales a un lado el C.T.E. Cachamay (Antiguo Estadio Cachamay), al otro lado Estacionamiento C del CTE, y al frente el Parque Cachamay.
Aeropuerto Internacional Manuel Piar: es la puerta de entrada aérea a Ciudad Guayana y también es el principal aeropuerto del estado Bolívar en volumen de pasajeros (Aprox. 2800 pasaj/día). Cuenta con una pista de aterrizaje de 2,05 km, recientemente está en proyecto el emplazamiento de una pista de aterrizaje de, aproximadamente, 550 metros más de los 2,05 km existentes, para así llevarla a unos 2,6 km; de esta manera, el aeropuerto sería capaz de permitir el aterrizaje de aviones 727-200, 737-200, 737-300, 737-400, A320 (90 000 kg. o 190 000 Lb).
Terminal de Autobuses: la terminal de pasajeros está ubicada frente a la Plaza de la Paz, a 500 m del aeropuerto. A pesar de que San Félix también posee una terminal, la de Puerto Ordaz une a esta localidad con el resto de la nación más fácilmente.

## Centrales hidroeléctricas

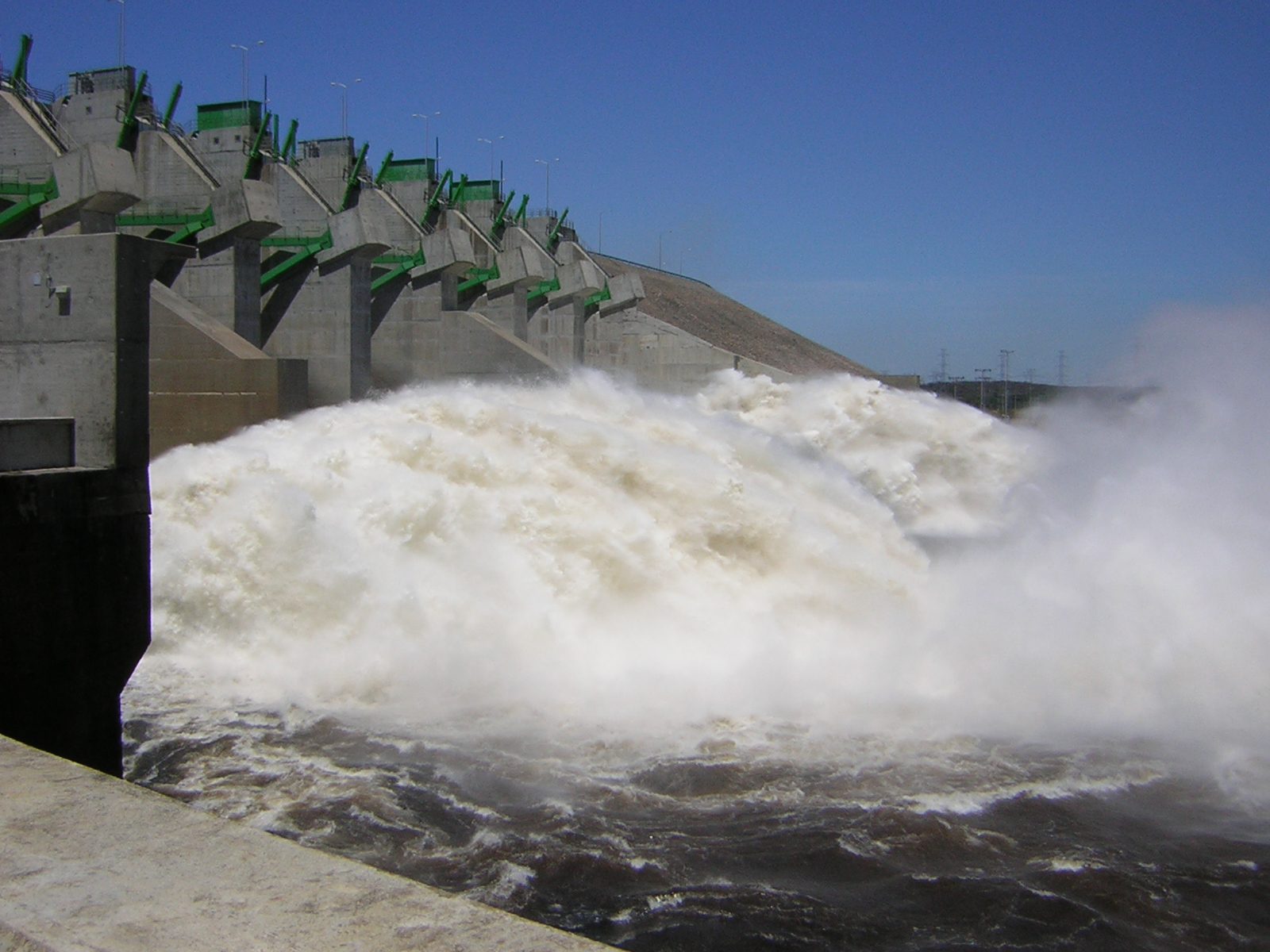
Represa Caruachi

En Puerto Ordaz se encuentran las centrales hidroeléctricas de Macagua I, Macagua II y Caruachi. Las tres están ubicadas dentro del límite urbano de Ciudad Guayana. Adicionalmente, en las afueras de la urbe, se encuentra el Embalse de Guri y se está construyendo Tocoma. 
Guri es, por ahora, la segunda represa más grande del mundo, en cuanto a la capacidad de generación hidroeléctrica se refiere, y dio origen al embalse de Guri, el segundo lago más grande de Venezuela, ubicado sobre el Río Caroní a unos 80 km aguas arriba de su confluencia con el Orinoco.
Represa De las Macaguas,Ubicada a 10 km (6 millas) río arriba de la confluencia de los ríos río Caroní y Orinoco, 81 km (50 millas) aguas abajo de la represa de Guri y 22 kilómetros (14 millas) aguas abajo de la represa de Caruachi. Objetivo principal de la presa es la generación de energía hidroeléctrica para la siderúrgica pero hoy en día esta misma genera energía para gran parte de Venezuela.situado a 10 kilómetros aguas arriba de la confluencia de los ríos Caroní y Orinoco en el perímetro urbano de Ciudad Guayana, Su Capacidad de generación, ubicada en 2.540 megavatios, se encuentra garantizada por 12 unidades generadoras de 216 megavatios cada una, impulsadas por turbinas tipo Francis bajo caída neta de 46,4 m. instaladas en la Casa de Máquinas.El diseño de la obra fue realizado con el fin de perturbar lo menos posible su entorno natural, por estar ubicado en la cercanía del sistema de parques de Ciudad Guayana (Cachamay, Loefling, Punta Vista y La Llovizna). El Proyecto Macagua II comprende las obras para completar el cierre del río y formar un embalse, aprovechando el flujo regulado desde La Central Hidroeléctrica Simón Bolívar en Guri.

## Universidades
Junto a San Félix (Venezuela) comparte como Ciudad Guayana las siguientes sedes de universitarias como:
- Universidad Católica Andrés Bello - Guayana (UCAB) (Puerto Ordaz)
- Universidad Nacional Experimental Politécnica (UNEXPO) (Puerto Ordaz)
- Universidad Nacional Experimental de Guayana (UNEG) (Puerto Ordaz)
- Universidad Nacional Experimental Politécnica de la Fuerza Armada Bolivariana (UNEFA) (Puerto Ordaz y San Félix)
- Universidad Gran Mariscal de Ayacucho  (UGMA) (Puerto Ordaz y San Félix)

Institutos Universitarios de Tecnología:
- Fundación La Salle de Ciencias Naturales (San Félix)
- I.U.T.I.R.L.A (Puerto Ordaz y San Félix)
- I.U.T. Antonio José de Sucre (Puerto Ordaz)
- I.U.T. Pedro Emilio Coll (Puerto Ordaz)
- I.U.T Monseñor de Talavera Puerto Ordaz)

Institutos Universitarios Politécnicos
- Instituto Universitario Politécnico Santiago Mariño (IUPSM) (Puerto Ordaz)

Núcleos regionales de las casas de estudio como:
- Universidad de Oriente (UDO) (San Félix)
- Universidad Católica Andrés Bello (UCAB) (Puerto Ordaz)
- Universidad Gran Mariscal de Ayacucho (UGMA) (Puerto Ordaz y San Félix)
- Universidad Bicentenaria de Aragua (UBA) (San Félix)

## Turismo

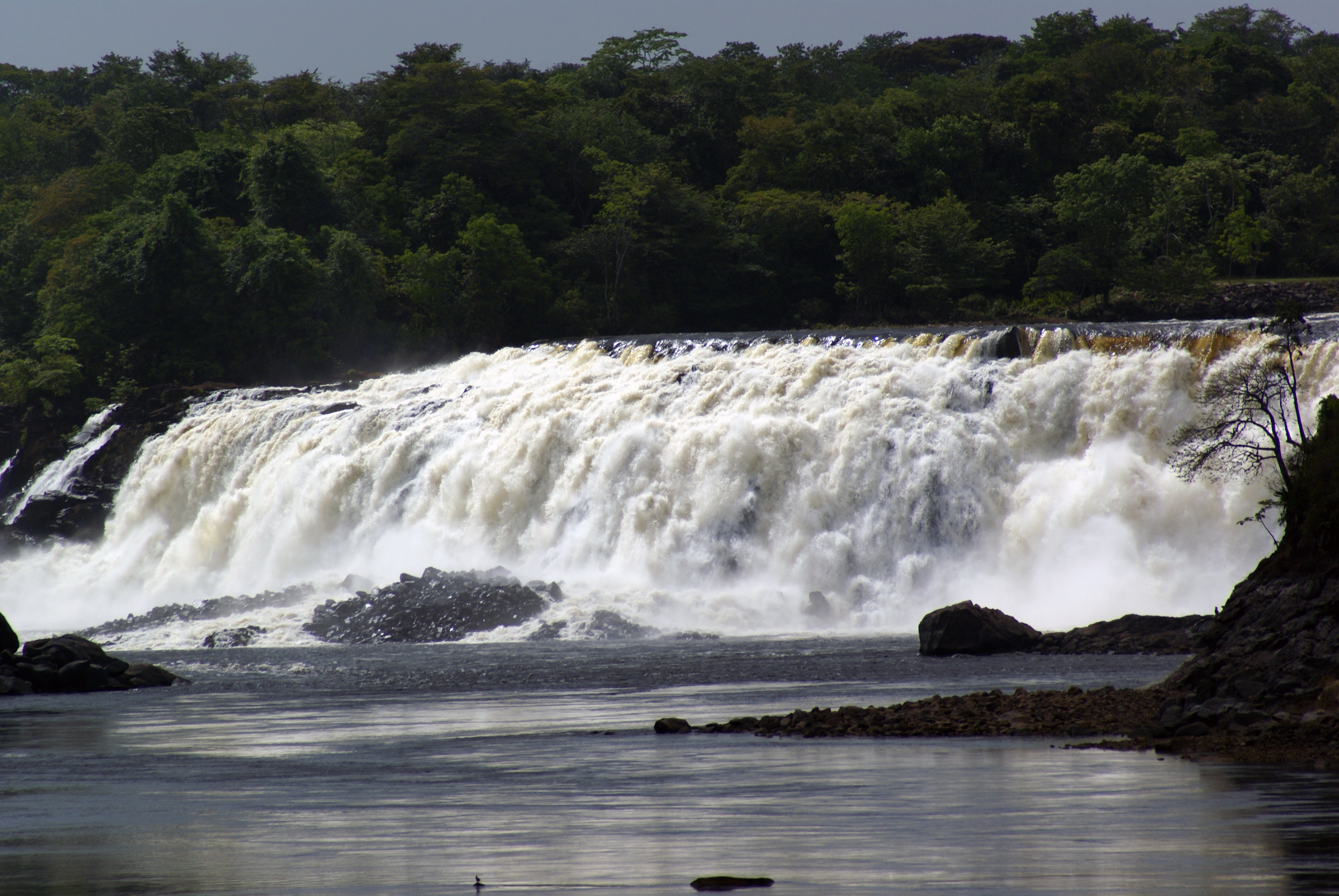
Salto la Llovizna en el parque del mismo nombre.

Dentro de la localidad se encuentran los parques de La Llovizna y el de Cachamay, con sus caídas naturales de agua del bajo Caroní. Otros atractivos locales son el Ecomuseo del Caroní, las represas Macagua I y II, caso probablemente único de una represa de derivación de un salto natural dentro de una ciudad. La fractura del relieve de este salto presenta dos cascadas de agua: el salto de Cachamay junto a la propia ciudad de Puerto Ordaz, con una anchura impresionante de unos 800 m aunque de poca altura y el de La Llovizna, con varios saltos de mayor altura y de gran caudal, aunque algo más cortos. En esta última zona, ubicada en la margen derecha del Caroní (cerca de la antigua Misión del Caroní, fundada por los capuchinos catalanes) se construyó la central hidroeléctrica Macagua I, desviando parte del caudal del río y aprovechando el desnivel natural del relieve. Dicha represa fue ampliada considerablemente con un embalse mayor y de mayor altura, que dio origen a una central hidroeléctrica de mayor tamaño, Macagua II, junto a la que ya existía. También está la piedra de mineral de hierro de la fundación de la ciudad, ubicada en la Plaza Centro Cívico de Puerto Ordaz.
En la ciudad, desde el puente Angosturita y en el puerto de San Félix, se puede observar la impresionante confluencia de los ríos Orinoco y Caroní; el color diferenciado de las aguas de ambos ríos presenta el espectáculo natural de la lucha entre dos corrientes que primero coexisten, luego se trenzan y finalmente se mezclan. 

El 3 de diciembre de 2006 se inauguró el imponente puente Orinoquia, que cruza el río Orinoco, evitando la necesidad de ir hasta Ciudad Bolívar o de utilizar las tradicionales chalanas.

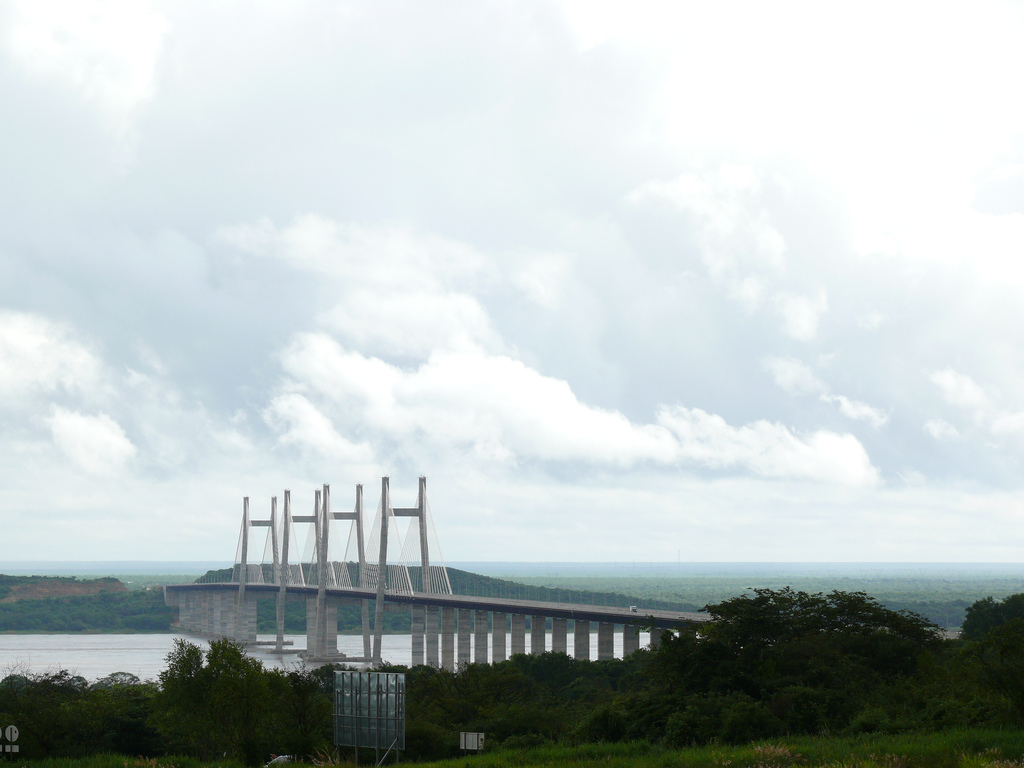
Puente Orinoquia

Si bien Puerto Ordaz, por estar lejos del mar, no tiene playas marinas; sí tiene playas al borde del embalse Macagua a orillas del río Caroní; entre ellas, existe un campamento llamado Playa Bonita, con instalaciones turísticas.
Tomando como punto de partida Puerto Ordaz se puede visitar el Delta del Orinoco, el parque nacional Canaima, el Embalse de Guri, el Embalse de Caruachi, la represa Tocoma (en construcción), los castillos coloniales a orillas del río Orinoco y muchos otros puntos de gran interés. Los Castillos de Guayana se encuentran ubicados en la margen derecha del Orinoco, a unos 35 km aguas abajo desde San Félix, aunque ya en territorio del estado Delta Amacuro.
También, la ciudad de Puerto Ordaz es privilegiada, ya que es la sede y meta del Rally Náutico Internacional Nuestros Ríos Son Navegables, que es el más importante a nivel nacional y el más largo del mundo realizado en aguas dulces.
Puerto Ordaz aunque no posee playas, contiene diversos balnearios que se pueden encontrar en las aguas del río Caroní entre los cuales encontramos Playa Bonita y el Campamento Tierra Nueva.

## Comunicación social
Puerto Ordaz depende de sus propios medios impresos, uno de los más importantes de la localidad son Nueva Prensa de Guayana, Correo del Caroní, El Diario de Guayana y Primicia. En televisión está disponible las señales de capital pública y privada que se transmite desde Caracas y son recibidas con sus respectivas antenas repetidoras en UHF y VHF como Tves (canal 4), Venevisión (canal 2), Venezolana de Televisión (canal 8), Televen (canal 10) y ViVe, mientras que comprende las señales de alcance regional en la localidad; como TV Guayana (Canal 12), Orinoco Televisión, Calipso TV y TV Río. En radio tiene un gran número de emisoras en AM/FM de todo tipo de variedades como las de noticias y musicales de empresas como Circuito Unión Radio, FM Center y emisoras independientes.

## Deportes
Guayana cuenta con el primer deportista Campeón Mundial y Participante en unos Juegos Olímpicos Beijing 2008, como lo es el gran Atleta Destacado a nivel Mundial, Jonathan Mosquito Suárez. 

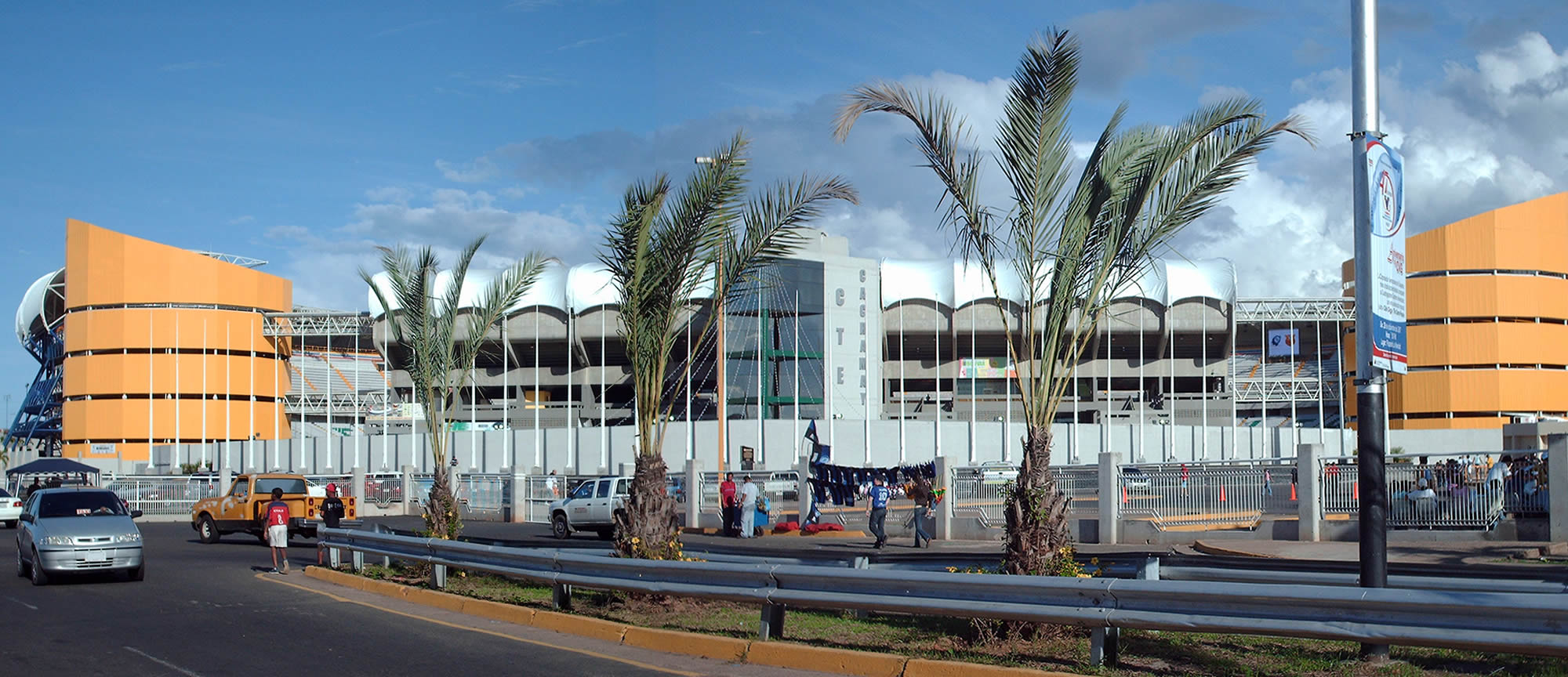

Cuenta con tres equipos de fútbol profesional en segunda división, Asociación Civil Mineros de Guayana, LALA FC y AIFI, que juegan en el C.T.E. Cachamay (antiguo Estadio Cachamay), que tiene una capacidad de 41 600 espectadores. 
En baloncesto jugando en la LPBV está el equipo de Gigantes de Guayana, cuya casa es el Gimnasio Hermanas González con una capacidad de 2000 espectadores que se encuentra dentro de los terrenos del C.T.E. Cachamay.
La localidad es la sede y meta del Rally Náutico Internacional Nuestros ríos son navegables, el más importante a nivel nacional y el más largo del mundo realizado en aguas dulces.
Cuenta con un equipo de voleibol profesional cuyo nombre es Huracanes de Bolívar y como sede tiene el Gimnasio Hermanas González el cual también es utilizado para baloncesto ya antes dicho.